# ماریا ژگژفسکا
ماریا ژگژفسکا (انگلیسی: Maria Grzegorzewska; ۱۸ آوریل ۱۸۸۷ – ۷ مهٔ ۱۹۶۷) مربی لهستانی بود که جنبش آموزش استثنائی را به لهستان معرفی کرد. او در خانواده‌ای از ژمایتیا به دنیا آمد و به شدت تحت تأثیر باورهای والدینش در زمینه بشردوستی قرار گرفت. پس از تحصیل در دانشگاه فلایینگ برای دریافت آموزش پایه از معلمان لهستانی به جای معلمان روسی، مدارک آموزشی خود را در لیتوانی دریافت کرد. او تحصیلات خود را در دانشگاه یاگیلونیا در کراکوف ادامه داد و در سال ۱۹۱۳ به کشور هموطن خود، یوزفا یوتیکو، در بروکسل پیوست تا در دانشکده بین‌المللی پدولوژی تحصیل کند. زمانی که تحصیلات او در بلژیک به دلیل جنگ جهانی اول متوقف شد، گرِگورزووسکا به پاریس رفت و در سال ۱۹۱۶ دکترای خود را از دانشگاه پاریس دریافت کرد.
پس از تأسیس جمهوری دوم لهستان در سال ۱۹۱۸، گرِگورزووسکا به لهستان بازگشت و قصد داشت برنامه‌هایی برای رفع نیازهای کودکان دارای معلولیت ایجاد کند و اصلاحات آموزشی را برای بهبود زندگی آن‌ها معرفی کند. در سال ۱۹۱۹، او کار خود را در وزارت امور مذهبی و آموزش عمومی (لهستان) آغاز کرد و امکاناتی برای مراقبت از کودکان دارای معلولیت، مدارس آموزش استثنائی و برنامه‌های آموزشی برای معلمان ایجاد کرد. او با استفاده از روش‌شناسی خاص خود، برنامه درسی‌ای طراحی کرد که در سال ۱۹۲۲ در آکادمی آموزش ویژه ماریا گرِگورزووسکا (لهستانی: Państwowy Instytut Pedagogiki Specjalnej) که تازه تأسیس شده بود، اجرا شد. او از زمان تأسیس این مؤسسه تا زمان مرگش مدیریت آن را بر عهده داشت.
در طول جنگ جهانی دوم، گرِگورزووسکا به عنوان پرستار فعالیت می‌کرد، در جنبش مقاومت لهستان در جنگ جهانی دوم مشارکت داشت و در ورشو تدریس می‌کرد. او به Żegota پیوست و به یهودیان کمک رساند. پس از اشغال لهستان (۱۹۳۹–۱۹۴۵), گرِگورزووسکا مؤسسه آموزش ویژه را مجدداً فعال کرد و ظرف پنج سال دوره‌های تحصیلات تکمیلی و آموزش از راه دور را به برنامه درسی اضافه کرد. در سال ۱۹۵۰، هم‌زمان با اجرای استالینیسم در لهستان، این مدرسه به دانشکده دولتی آموزش ویژه (لهستانی: Państwowe Studium Pedagogiki Specjalnej) تغییر نام داد و برنامه درسی دولتی به آن تحمیل شد. او با برنامه دولتی مبارزه کرد و خواستار حفظ آموزش ویژه و حمایت از افراد دارای معلولیت شد. پس از تحولات سال ۱۹۵۶، مؤسسه مجدداً حمایت دولت را به دست آورد و به نام اولیه خود بازگشت. بین سال‌های ۱۹۵۷ تا ۱۹۶۰، او استاد تمام در دانشگاه ورشو بود. تلاش‌های او در علوم و نظام آموزشی لهستان با دریافت جوایز و افتخارات متعدد مورد تقدیر قرار گرفت.

## اوایل زندگی
ماریا استفانیا گرِگورزووسکا در ۱۸ آوریل ۱۸۸۷ در ووووچا، روستایی در پادشاهی لهستان (۱۸۱۵–۱۹۱۵) از امپراتوری روسیه، از والدینی به نام فلیسیا (با نام خانوادگی بوگدانوویچ) و آدولف گرِگورزووسکی به دنیا آمد. هر دو والدین او اهل ژمایتیا، منطقه‌ای در لیتوانی امروزی، بودند و به ووووچا نقل مکان کرده بودند، جایی که آن‌ها یک ملک اجاره کرده بودند. پدرش به عنوان مدیر املاک فعالیت می‌کرد و همچنین بر مزارع همسایه نظارت داشت و از روش‌های مدرن کشاورزی و رفتار انسانی با کارگران حمایت می‌کرد. مادرش در پروژه‌های اجتماعی برای کمک به روستاییان محلی فعالیت می‌کرد و مراقبت‌های پزشکی ارائه می‌داد. او کوچک‌ترین فرزند از شش خواهر و برادر، شامل زنون، واندا، هلنا، ویتولد و وادیسواف بود. گرِگورزووسکا تحت تأثیر حس مسئولیت اجتماعی والدینش قرار گرفت. او از سنین کودکی حس مسئولیت اجتماعی را در خود پرورش داد.
در سال ۱۹۰۰، زمانی که گرِگورزووسکا تحصیلات خود را در لهستان آغاز کرد، برنامه‌های روسی‌سازی بسیاری از والدین را وادار کرد که فرزندانشان را به مدارس خصوصی دانشگاه فلایینگ بفرستند تا فرهنگ و زبان لهستانی را بیاموزند. او در یک مدرسه شبانه‌روزی در ورشو که توسط خانم کوتویتسکی اداره می‌شد به مدت چهار سال تحصیل کرد و سپس وارد مدرسه پائولینا هیولکه شد و پس از سه سال دیگر، در سال ۱۹۰۷ فارغ‌التحصیل شد. او بلافاصله در یک دوره یک‌ساله آمادگی دانشگاه که توسط لودویک کرزیویکی از بخش ریاضیات و علوم طبیعی دانشگاه ورشو برگزار می‌شد، شرکت کرد. در طول تحصیلاتش، او با گروهی از فعالان اجتماعی از جمله ماریان فالسکی, هلنا رادلینسکا و استفانیا سمپولوسکا آشنا شد و همکاری کرد. شرکت در جنبش زیرزمینی سوسیالیسم جوانان و ارائه آموزش به کارگران، توجه پلیس تزاری را به خود جلب کرد و او را مجبور به فرار به لیتوانی کرد. در لیتوانی، او دیپلم تدریس خصوصی خود را دریافت کرد و برای ادامه تحصیلات دانشگاهی، به تدریس خصوصی در خانه‌های دانش‌آموزان پرداخت.

## زندگی در خارج از کشور
در سال ۱۹۱۳، گرژگورزوفسکا به دانشکده بین‌المللی پدولوژی بروکسل رفت و تحصیلات خود را نزد ژوتیکو آغاز کرد. با گذراندن دوره‌هایی در پداگوژی، روان‌شناسی و جامعه‌شناسی، با دانشمندان برجسته‌ای همچون ادوارد کلاپارد، امیل ژاک-دالکروز و Ovide Decroly آشنا شد که بر توسعه فکری او تأثیر گذاشتند. گرچه اعضای هیئت علمی این دانشکده ترکیبی از دانشمندان بین‌المللی بودند، اما او با دانشجویان لهستانی مانند ژوزفا برگروئن, استفانیا شمیلاکونا و واندا ووسینسکا هم‌خانه شد.
به عنوان بخشی از تحقیقاتش، گرژگورزوفسکا مطالعه‌ای بر روی رشد زیبایی‌شناسی کودکان در مدارس عمومی بروکسل آغاز کرد. در ابتدا، او تحت تأثیر گستره دانش ژوتیکو و همدلی او با کودکان و اقشار فقیر قرار گرفت. با پیشرفت رابطه‌شان، آن‌ها نه‌تنها در حرفه، بلکه در زندگی شخصی نیز همراه یکدیگر شدند.
در سال ۱۹۱۴، گرژگورزوفسکا برای دیدار با خانواده‌اش به لهستان بازگشت و در همان زمان جنگ جهانی اول آغاز شد. او در سال ۱۹۱۵ از طریق دریای شمال و با عبور از مناطق مین‌گذاری‌شده، با یک کشتی جنگی به لندن رفت و به ژوتیکو پیوست. پس از اقامتی کوتاه در لندن، آن دو به پاریس مهاجرت کردند، جایی که ژوتیکو تدریس در کالج فرانسه را آغاز کرد و گرژگورزوفسکا در دانشگاه پاریس ثبت‌نام نمود.
گرژگورزوفسکا با ادامه علاقه‌اش به زیبایی‌شناسی، تحقیقات خود از بلژیک را در قالب رساله‌ای تحت عنوان مطالعه‌ای دربارهٔ رشد احساسات زیبایی‌شناختی – پژوهشی در زمینه زیبایی‌شناسی تجربی در میان دانش‌آموزان مدارس بروکسل گردآوری کرد و در سال ۱۹۱۶ مدرک دکترای خود را دریافت کرد.
در طول نگارش پایان‌نامه‌اش، او در بازدیدی از بیمارستان بیستر، یک مرکز روان‌پزشکی برای درمان افراد مبتلا به کم‌توانی ذهنی، شرکت کرد. این بازدید تأثیر عمیقی بر او گذاشت و تصمیم گرفت که زندگی حرفه‌ای خود را وقف آموزش و فراهم‌سازی امکانات برابر برای افراد دارای معلولیت کند.
او کار خود را در مدرسه‌ای برای دانش‌آموزان کم‌توان ذهنی در پاریس آغاز کرد و روشی آموزشی بر پایه دانش و تجربیاتش تدوین نمود. در سال ۱۹۱۸، او و ژوتیکو لیگ آموزش لهستانی را در پاریس تأسیس کردند تا به لهستانی‌های تبعیدی که در جنبش استقلال مشارکت داشتند، در جمع‌آوری منابع آموزشی کمک کنند.
آن‌ها قصد داشتند پس از استقلال لهستان، این منابع را برای توسعه یک نظام آموزشی مدرن به کار گیرند. گرژگورزوفسکا مقاله‌ای برای این لیگ با عنوان در ضرورت سازمان‌دهی آموزش ویژه برای کودکان ناتوان در لهستان نوشت.

## بازگشت به لهستان
در ماه مه ۱۹۱۹، گرژگورزوفسکا و ژوتیکو، اندکی پس از تأسیس جمهوری دوم لهستان، به لهستان بازگشتند. چند ماه بعد، او به عنوان دستیار در وزارت امور مذهبی و آموزش عمومی لهستان مشغول به کار شد و مأموریت یافت که برنامه‌ریزی و توسعه آموزش استثنائی را برای مدارس، مؤسسات و معلمان مدیریت کند.
در آن زمان، امکانات آموزش ویژه در کشور تنها به چند مؤسسه محدود می‌شد، از جمله دفاتر آموزش نابینایان در بیدگوشچ و لویو، یک دفتر ویژه ناشنوایان در ورشو، و چند مدرسه تکمیلی در ورشو و ووچ. از آنجایی که درخواست تدریس ژوتیکو در دانشگاه ورشو رد شده بود، گرژگورزوفسکا به او در یافتن کار به عنوان مدرس در مؤسسه ملی پداگوژی و مؤسسه ملی ناشنوایان ورشو کمک کرد.
با وجود برخی امکانات اولیه برای افراد نابینا، ناشنوا و کم‌توان ذهنی، هیچ سیستم ملی برای آموزش افراد دارای ناتوانی‌های جسمی یا ذهنی وجود نداشت. گرژگورزوفسکا قصد داشت روش‌های آموزشی خود را پیاده‌سازی کند، آموزش معلمان را الزامی سازد و پژوهش‌هایی مداوم برای ارزیابی این سیستم اجرا کند.
روش آموزشی او رویکردی جامع داشت که نه‌تنها مراقبت و موانع زندگی روزمره را شامل می‌شد، بلکه بر آموزش افراد دارای معلولیت، ادغام اجتماعی و توسعه حرفه‌ای آن‌ها نیز تأکید داشت. این روش، ارزیابی کودکان بیمار مزمن، معلول یا ناسازگار اجتماعی را از دیدگاه علمی و میان‌رشته‌ای انجام می‌داد، به‌جای آنکه بر نقص‌های آن‌ها تمرکز کند.